# Parroquia de Tapes
La Iglesia Nuestra Señora del Perpetuo Socorro y San Alfonso, también conocida como la Parroquia de Tapes debido a su localización, es uno de los mayores ejemplos de arquitectura religiosa, ubicada en la calle Tapes 956, barrio Bella Vista, Montevideo, Uruguay.

## Historia
Sus orígenes se remontan al año 1888 cuando la Congregación Alemana de los Padres Redentoristas se instala en el Barrio Bella Vista de la ciudad de Montevideo.https://archive.today/20240422203808/https://www.impo.com.uy/bases/resoluciones/876-1996/1 Su construcción comenzó en el año 1896, colocándose la piedra fundamental el día 21 de junio del mismo año, e inaugurándose solemnemente en junio de 1899, aunque la culminación de obras en su interior no fue hasta el 25 de abril de 1901.
La parroquia se trata de una réplica mejorada de una iglesia de la ciudad de Aquisgrán, en Alemania, que fue totalmente destruida durante la Segunda Guerra Mundial por un bombardeo de los Aliados el 14 de julio de 1943.
El decorado total del interior, reconocido entonces, y todavía hoy, como el más bello por la magnificencia y el gusto severo de todos los templos del país, fue realizado en 6 meses por cuatro artistas alemanes contratados de Aquisgrán.
El 28 de junio de 1921, se casó en esa iglesia la poetisa Juana de Ibarbourou, siendo padrinos el poeta de la patria Juan Zorrilla de San Martín y otra ilustre poetisa María Carmen Izcua.

## Galería

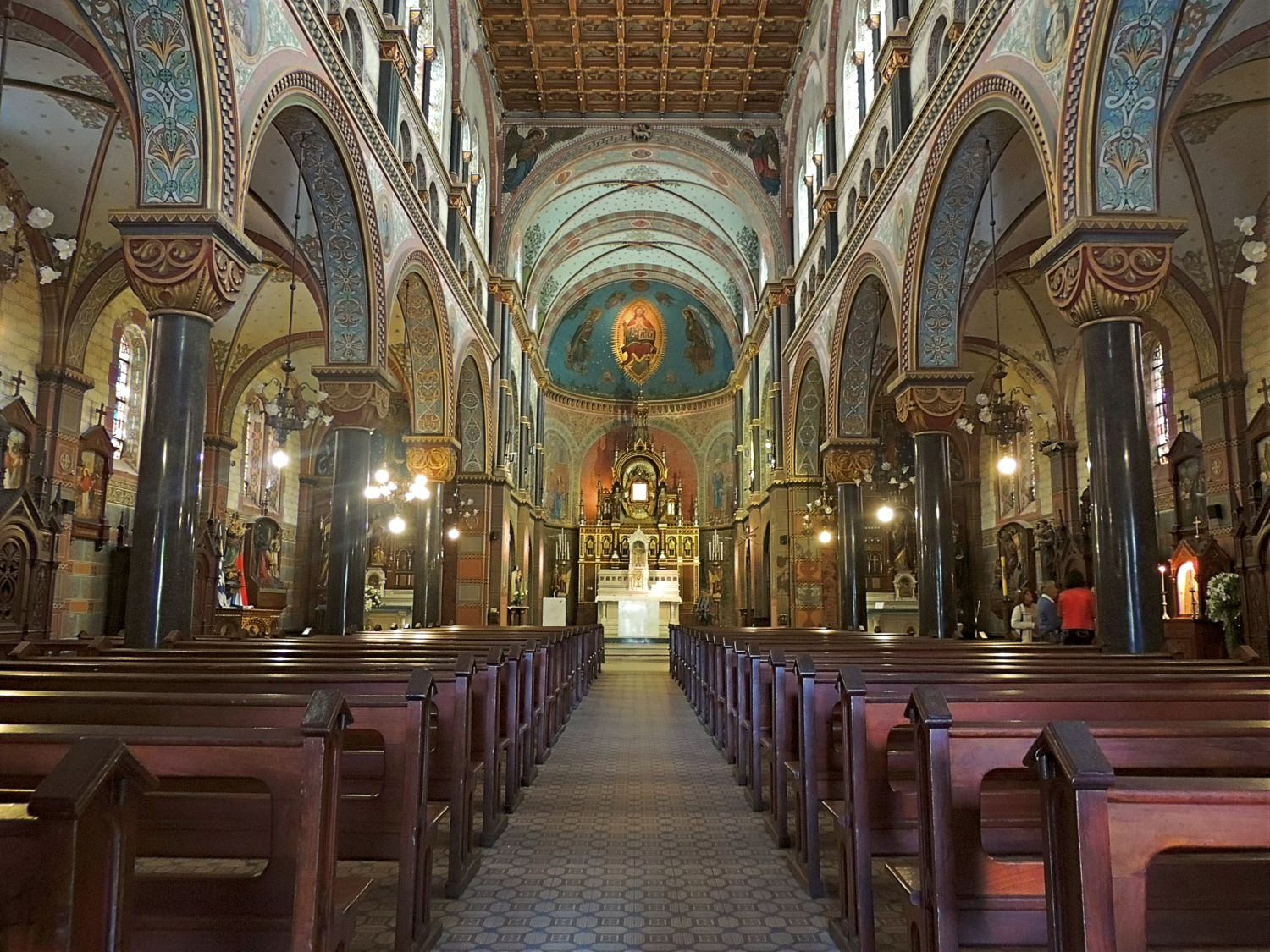
Nave central de la parroquia.
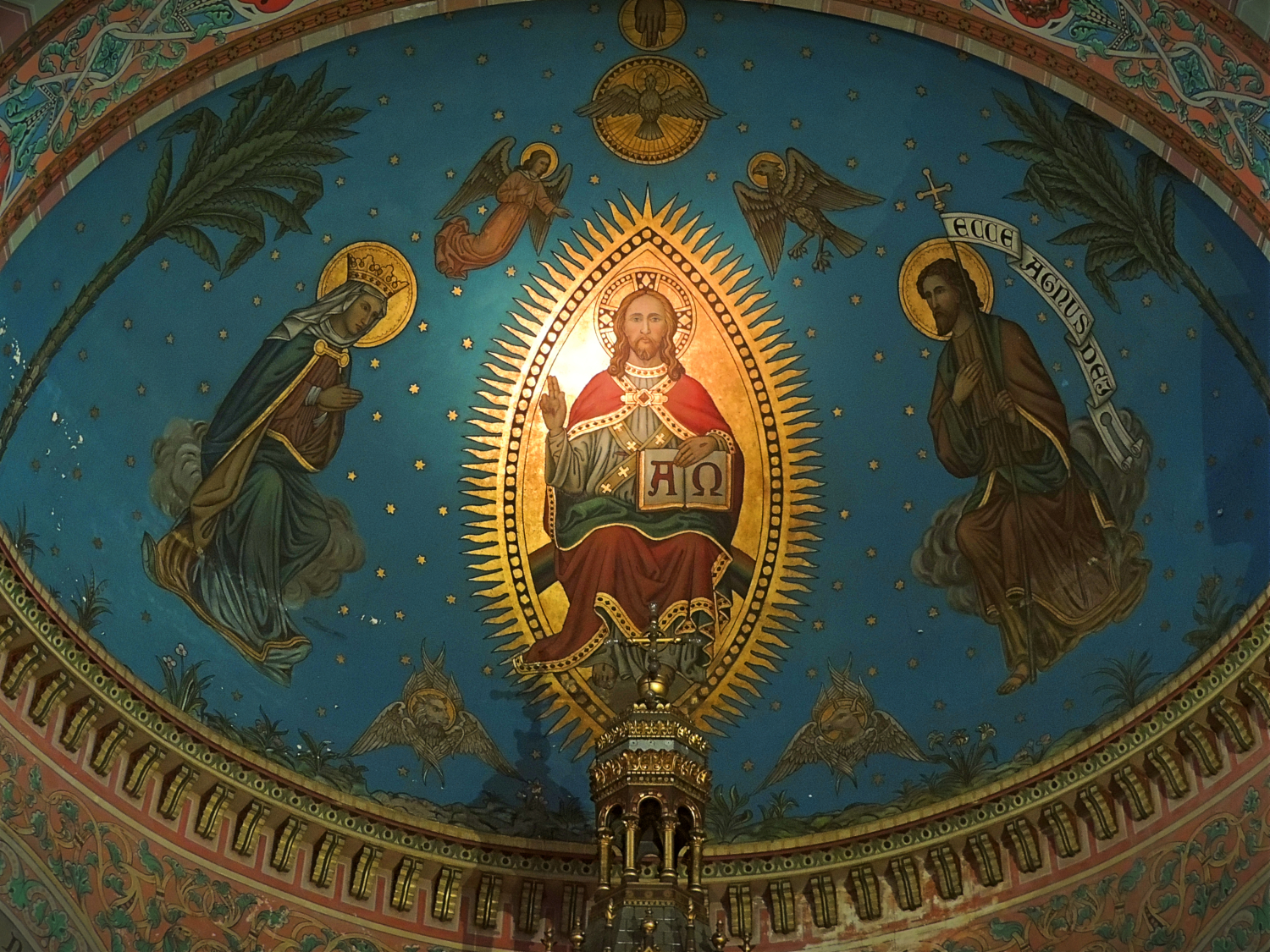
Pantocrátor en el Ábside.
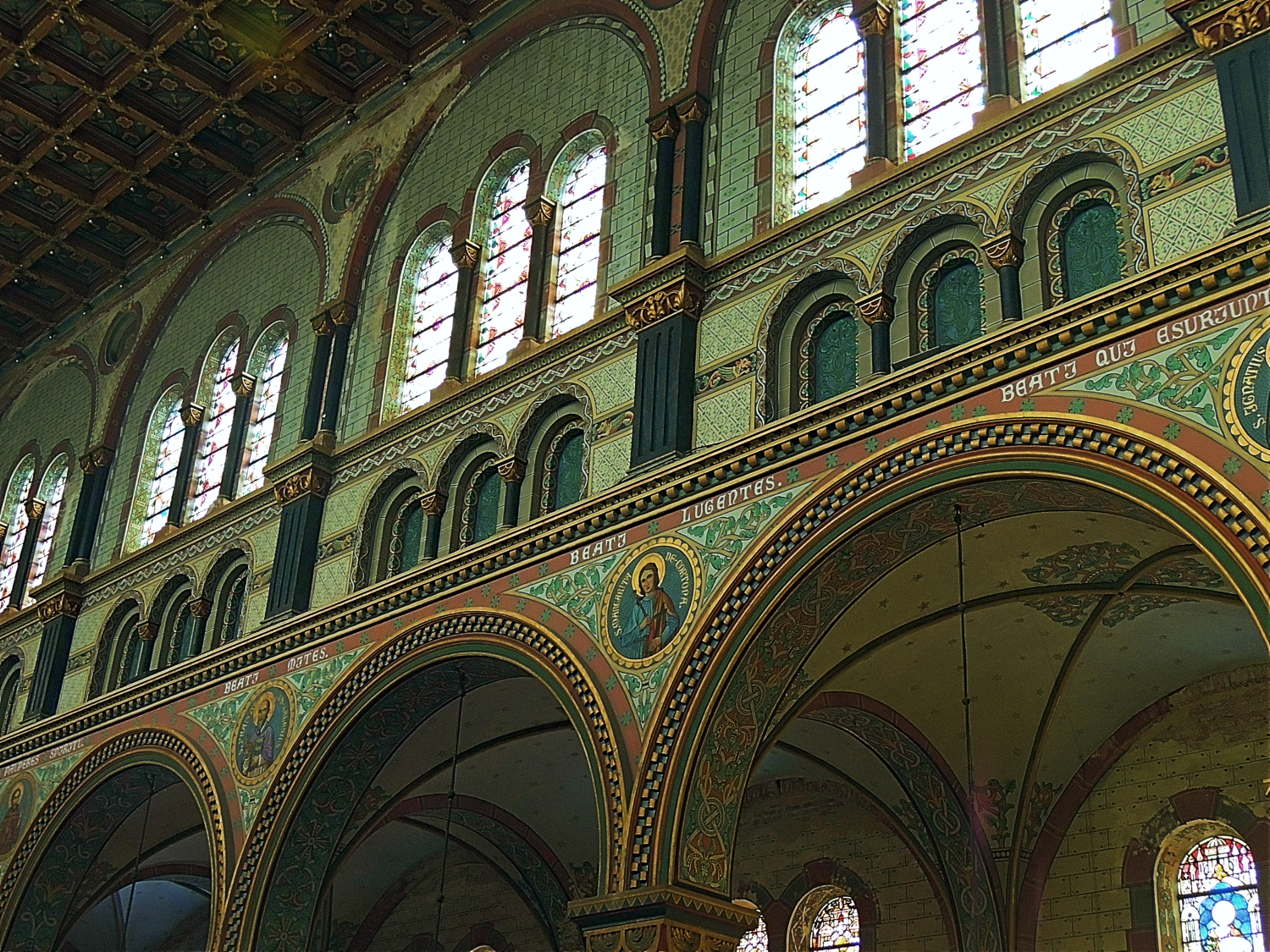
Detalle a las Arcadas y Vitreax.
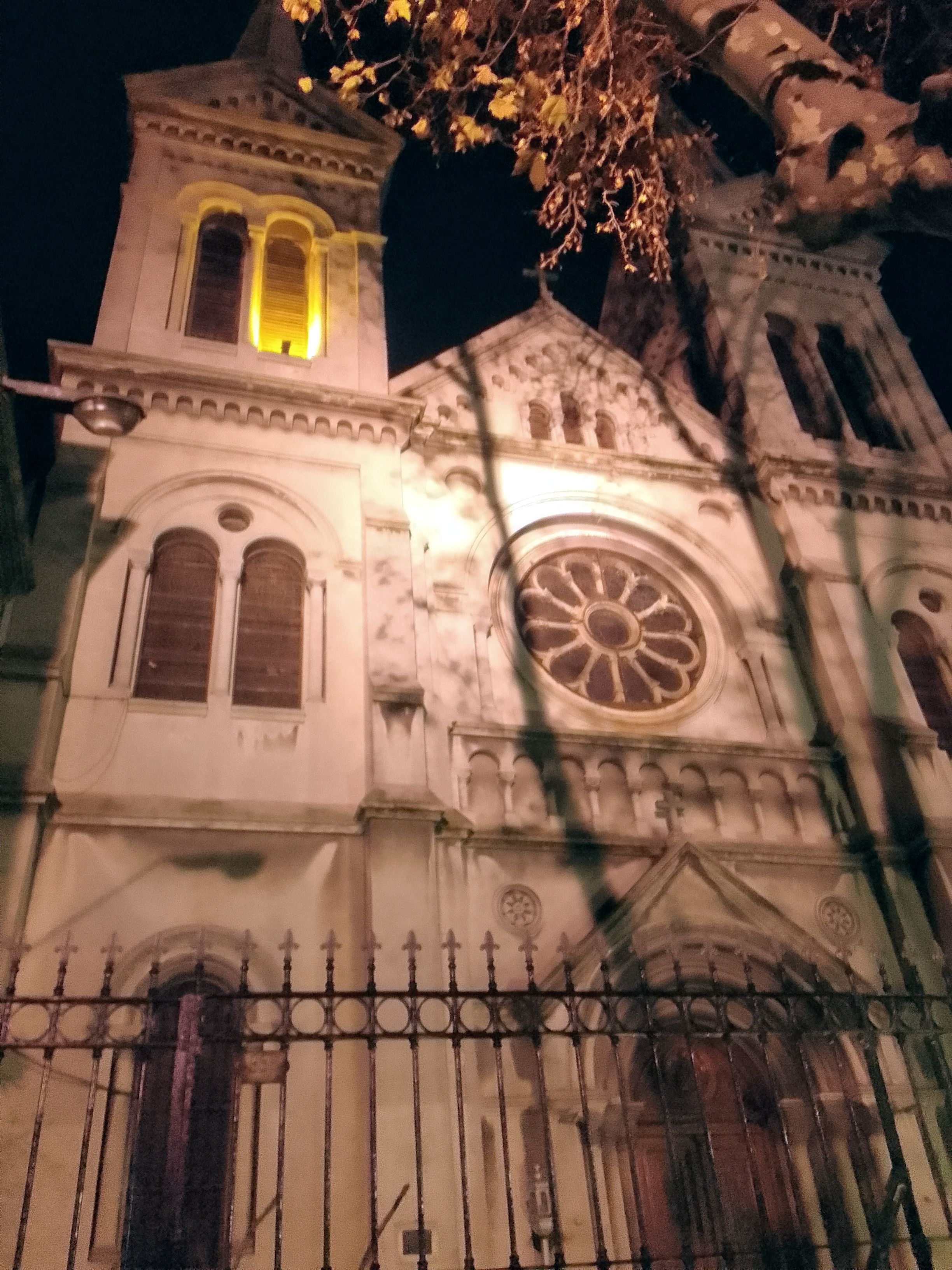
De noche en 2022.